# Bactrocera buinensis
Bactrocera buinensis
 es una especie de díptero que Drew describió por primera vez en 1989. Bactrocera buinensis pertenece al género Bactrocera de la familia Tephritidae.